# Bayan Nuorigong
Bayan Nuorigong (kinesiska: 巴彦诺日公, 巴彦诺日公苏木) är en socken i Kina. Den ligger i den autonoma regionen Inre Mongoliet, i den norra delen av landet, omkring 580 kilometer väster om regionhuvudstaden Hohhot. Antalet invånare är 2484. Befolkningen består av 1 102 kvinnor och 1 382 män. Barn under 15 år utgör 9,0 %, vuxna 15-64 år 82 %, och äldre över 65 år 8,0 %.
Genomsnittlig årsnederbörd är 199 millimeter. Den regnigaste månaden är juni, med i genomsnitt 44 mm nederbörd, och den torraste är december, med 2 mm nederbörd.